# Chiftele

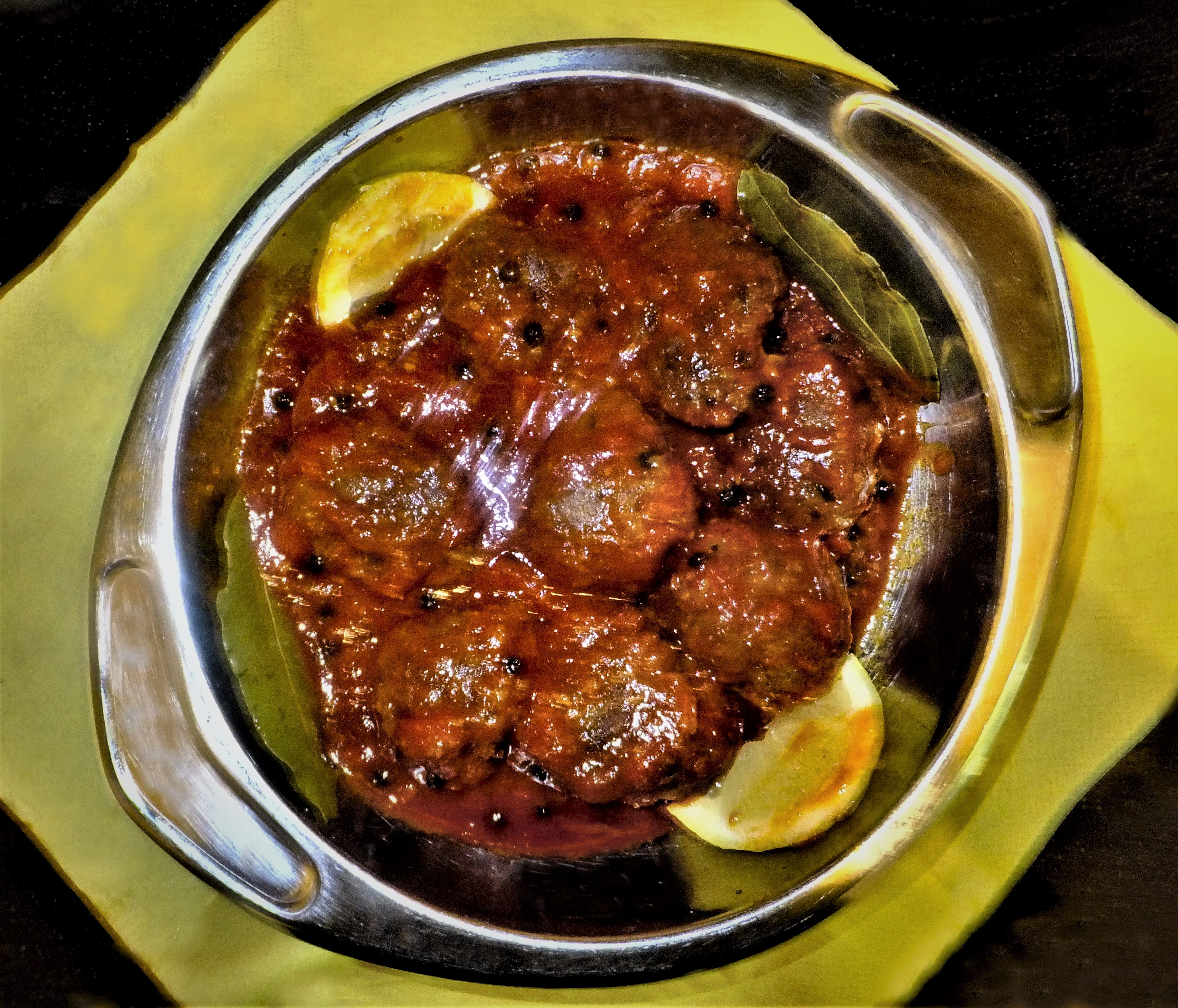
Chiftelute marinate.

La chiftea, est un mets roumain et moldave qui se présente comme un plat de boulettes de viande hachée mélangée avec des légumes, généralement des carottes, des oignons et des épices.
En Olténie, on y ajoute de l'ail ; en Dobrogée, du riz, en Moldavie, des pommes de terre.

## Histoire
Les siècles de présence ottomane en Roumanie y ont laissé de nombreuses traces de l'art culinaire ottoman. La chiftea est une variation du mot turc köfte, connu en français comme kefta une boulette de viande turque. Dans leur forme la plus simple, les keftas se composent de viande hachée, généralement du bœuf ou de l'agneau avec un mélange d'épices et d'oignons.